# Molpadia diploa
Molpadia diploa is een zeekomkommer uit de familie Molpadiidae.
De wetenschappelijke naam van de soort werd in 1935 gepubliceerd door Svend Geisler Heding.